# 常陸津田站
常陸津田站（日语：／ Hitachi-Tsuda eki */?）是位於茨城縣常陸那珂市大字津田字西山2171番1號，東日本旅客鐵道（JR東日本）的水郡線車站。

## 歷史
- 1935年（昭和10年）9月1日：國有鐵道旅客車站啟用[1]。
- 1944年（昭和19年）11月11日：車站暫停營業。
- 1953年（昭和28年）2月1日：車站重開。
- 1987年（昭和62年）4月1日：伴隨國鐵分割民營化，車站由東日本旅客鐵道（JR東日本）營運。
- 2001年（平成13年）5月8日：設置簡易型自動售票機[2]。

## 車站構造
此站是地面車站，設有1面1線的單式月台。
此站是由上菅谷站管理的無人車站。此站設有自動售票機。在售票機設置當初可購買東京山手線內至水戶站之間的自由席特急票，現時已經停止發售上述車票，這是由於上述車票在投進下車站自動閘機時經常發生問題。
在候車室內設有簡易電子顯示牌，從電子牌可得知列車運行狀況。
月台是建設在彎曲上，在月台上設有乘務員專用的顯示屏，以及監察月台情況。在一人控制運輸時以外的車內自動廣播中，會提醒乘客留意月台與車廂之間的空隙。

## 使用狀況
在2009年的乘車人次為1日平均268人。
| 年度   | 一日平均 乘車人次 |
| ------ | ----------------- |
| 2006年 | 249               |
| 2007年 | 248               |
| 2008年 | 260               |
| 2009年 | 268               |

## 車站周邊
車站位於常陸那珂市內。車站出入口鄰近常陸那珂市、水戶市和那珂市三市交界。在月台上可見看國道。車站附近為住宅區。
另外，車站前設有市營免費單車停泊處，由常陸那珂市建設和管理。
- 勝田津田郵局
- 那珂中台簡易郵局
- 國道349號（日语：国道349号）

## 相鄰車站
東日本旅客鐵道（JR東日本）
■水郡線
常陸青柳－常陸津田－後台

## 注腳
1. ↑  . dl.ndl.go.jp: 4.   [2019-01-15]. （原始内容存档于2019-01-15） （日语）.
2. ↑  . 交通新聞 (交通新聞社). 2001-05-01: 3 （日语）.
3. ↑  「統計常陸那珂」

## 外部連結
- 車站資訊（常陸津田）：東日本旅客鐵道（日語）